# ГАЕС Ревен
ГАЕС Ревен — гідроелектростанція на півночі Франції, департамент Ревен в Арденнах, неподалік від кордону з Бельгією.
Обидва резервуари цієї гідроакумулюючої станції створені на лівих притоках Маасу (ліва притока Рейну). Верхній на Ruisseau-de-Meurtriers оточений кам'яно-накидною/земляною дамбою Marquisades висотою від 9 до 18 метрів, товщиною від 9,7 до 120 метрів та загальною довжиною 4,2 км. Вони утримують водойму площею поверхні 0,66 км2 та об'ємом 8,5 млн м3. Нижній резервуар на Ruisseau-de-Faux із об'ємом 9 млн м3 утримується греблею Whitaker висотою 35 метрів та довжиною 300 метрів.
Машинний зал станції споруджений у підземному виконанні та має розміри 115х17 метрів при висоті 16 метрів. Доступ персоналу до нього здійснюється через тунель довжиною 170 метрів. Зал обладнаний чотирма оборотними турбінами типу Френсіс потужністю по 200 МВт, які працюють при напорі від 220 до 245,5 метра.
Зв'язок з енергосистемою відбувається по ЛЕП, що працює під напругою 400 кВ.